# Wolfgang Hermann Körner
Wolfgang Hermann Körner (* 30. Juni 1941 in Sindelfingen; † Februar 2021 in Trier) war ein deutscher Schriftsteller.

## Leben
Wolfgang Hermann Körner studierte nach dem Abitur von 1961 bis 1967 Bauingenieurwesen an den Technischen Hochschulen in München
und Berlin. Er brach das Studium nach dem Vordiplom ab und arbeitete seitdem als freier Schriftsteller. Ein Stipendium der Villa Massimo lehnte er 1973 ab. Stattdessen lebte er von 1973 bis 1978 in Ägypten und ab 1980 in Neumagen/Mosel. Nach weiteren Jahren in Berlin kehrte er 2010 in seine Vaterstadt Sindelfingen zurück.
Körner veröffentlichte Romane, Erzählungen und Hörspiele, die sich häufig mit den Problemen der technisierten Zivilisation, ihrer Überwindung durch Verweigerung und dem Gegensatz zwischen Wissenschaft und Literatur befassten. Ägypten blieb auch in seinem Spätwerk ein Sehnsuchts- und Zufluchtsort. Sein letzter Roman Der Schädling erschien 2017.
Wolfgang Hermann Körner war ab 1988 Mitglied des PEN-Zentrums Deutschland. Körner verweigerte sich ansonsten konsequent dem Literaturbetrieb. Er starb im Februar 2021 im Alter von 79 Jahren in Trier.

## Werke (Auswahl)
- Normalfälle. Frankfurt am Main 1967
- Krautgärten. Neuwied (u. a.) 1970
- Die Verschwörung von Berburg. Neuwied (u. a.) 1971
- Katt im Glück. Darmstadt (u. a.) 1973
- Die ägyptischen Träume. Berlin 1980
- Die Nilfahrt. Frankfurt am Main 1984
- Der Eremit. Frankfurt am Main 1985
- Das Weinschiff. Frankfurt am Main 1987
- Die deutschen Träume. Trier 1990
- Die französischen Träume. Trier 1992
- Die griechischen Träume. Trier 1993
- Krebs. Berlin 1995
- Die luxemburgischen Träume. Esch-sur-Sûre 1995
- Der Nichtstuer. Blieskastel 1997
- Die spanischen Träume. Trier 1997
- Der Ägyptenreisende. Frankfurt am Main 1999
- Fronäcker. Frankfurt am Main 2000
- Sommerhofen. Frankfurt am Main 2001
- Fatimas Atem. Frankfurt am Main 2002
- Die Fremde. Frankfurt am Main 2004